# Brattslåttjärnarna
Brattslåttjärnarna är en sjö i Ljusdals kommun i Hälsingland och ingår i Ljusnans huvudavrinningsområde.